# Mątowy Wielkie (gmina)
Mątowy Wielkie – dawna gmina wiejska istniejąca w latach 1945–1954 w woj. gdańskim (dzisiejsze woj. pomorskie). Nazwa gminy pochodzi od wsi Mątowy Wielkie, lecz siedzibą władz gminy był Miłoradz.
Gmina Mątowy Wielkie powstała po II wojnie światowej (1945) w części byłego Wolnego Miasta Gdańsk, w której utworzono tymczasowy powiat nytyski (ziemie te wchodziły w skład tzw. IV okręgu administracyjnego – Mazurskiego). 7 kwietnia 1945 gmina – wraz z pozostałym obszarem byłego Wolnego Miasta Gdańsk – weszła w skład nowo utworzonego woj. gdańskiego, po czym obszar powiatu nytyskiego przyłączono do powiatu gdańskiego.
1 stycznia 1949 roku gminę przeniesiono do powiatu malborskiego w tymże województwie. Według stanu z 1 lipca 1952 roku gmina składała się z 9 gromad: Bystrze, Gnojewo, Kończewice, Mątowy Małe, Mątowy Wielkie, Miłoradz, Piekło, Pogorzała Wieś i Szymankowo. Gmina została zniesiona 29 września 1954 roku wraz z reformą wprowadzającą gromady w miejsce gmin. Jednostki nie przywrócono 1 stycznia 1973 roku wraz z kolejną reformą reaktywującą gminy.